# Legio II Adiutrix

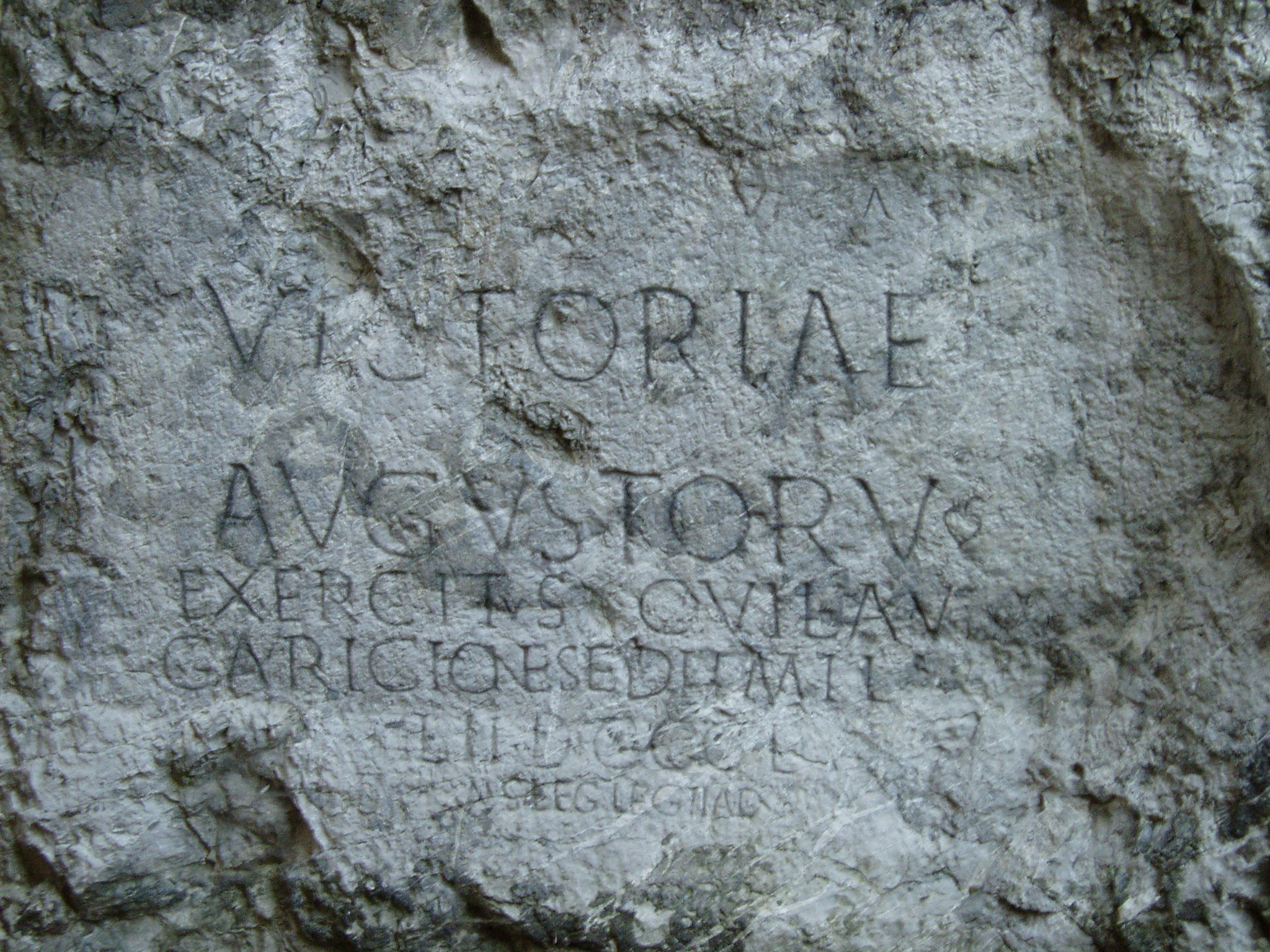
Inscripción honoraria que dice: VICTORIAE AVGVSTORV(m) EXERCITVS, QUI LAVGARICIONE SEDIT MIL (ites) L (egionis) I I DCCCLV ...IANS LEG (atus) LEG (ionis) (Marcus Valerius Maxim)ian(u)s I I AD (iutricis), CVR (avit) F (aciendum). En español: A la Victoria de los Augustos. Los 885 soldados de la II legión del ejército (desplegado) en Laugaricio. Lo mandó hacer Marco Valerio Maximiano Legado de la Legión II Adiutrix.

La Legio II Adiutrix (Segunda legión «auxiliar») fue una legión romana reclutada por el emperador Vespasiano en el año 70. El último registro de la actividad de esta legión fecha del inicio del siglo IV, en la frontera del Rin. Los símbolos de esta legión fueron el capricornio y el pegaso.

## Historia
La II Adiutrix fue creada inmediatamente al principio del reinado de Vespasiano utilizando como base de reclutamiento los marineros de la classis Ravennate, para servir contra la rebelión de los bátavos que amenazaba la estabilidad de la Germania Inferior. Después de la derrota de los rebeldes, la legión acompañó al gobernador Petilio Cerial a Britania para sofocar otra insurrección popular. La II Adiutrix permaneció en esta provincia los años siguientes, con acuartelamento en Deva Victrix, la actual Chester en el noroeste de Inglaterra.
En 87, la II Adiutrix fue movilizada de nuevo hacia la Europa continental para participar en las campañas de Domiciano en Dacia. Durante este conflicto, el futuro emperador Adriano sirvió como tribuno laticlavio de esta legión. Después de las campañas de Trajano en la región (101-106), la II Adiutrix fue instalada en el campamento de Aquincum, en la moderna Budapest (Hungría), donde permaneció los siglos siguientes. A pesar de esto, la legión, o sus unidades, participaron en varias campañas.

## Campañas militares
- De Lucio Vero contra los partos (162-166).
- De Marco Aurelio contra los marcomanos y los cuados (171-173).
- De Marco Aurelio contra los cuados (179-180). La Legión fue comandada por Marco Valerio Maximiano en Batalla de Laugaricio.
- En 193, la II Adiutrix apoyó al emperador Septimio Severo durante su lucha por la púrpura imperial.
- De Caracalla contra los germanos (213).
- De Gordiano III contra los Sasánidas (238).